# Kreis Hildburghausen
| Basisdaten                              | Basisdaten                                           |
| --------------------------------------- | ---------------------------------------------------- |
| Bezirk der DDR                          | Suhl                                                 |
| Kreisstadt                              | Hildburghausen                                       |
| Fläche                                  | 696,70 km² (1989)                                    |
| Einwohner                               | 58.608 (31. Dez. 1989)                               |
| Bevölkerungsdichte                      | 84 Einwohner/km² (1989)                              |
| Territorialstruktur                     | 77 Gemeinden (31. Dez. 1989)                         |
| Kfz-Kennzeichen                         | O (1953–1990) OD, OE, OF (1974–1990) HBN (1991–1994) |
|                                         |                                                      |
| Der Kreis Hildburghausen im Bezirk Suhl |                                                      |

Der Kreis Hildburghausen war ein Landkreis im Bezirk Suhl der DDR. Von 1990 bis 1994 bestand er als Landkreis Hildburghausen im Land Thüringen fort. Sein Gebiet liegt heute im Landkreis Hildburghausen in Thüringen. Der Sitz der Kreisverwaltung befand sich in Hildburghausen.

## Geographie

### Nachbarkreise
Der Kreis Hildburghausen grenzte im Uhrzeigersinn im Westen beginnend an die Kreise Meiningen, Suhl-Land, Ilmenau, Neuhaus, Sonneberg sowie an die Landkreise Coburg, Staffelstein, Ebern, Hofheim in Unterfranken und Königshofen im Grabfeld (bis 1972) bzw. Coburg, Haßberge, bis 1973 Haßberg-Kreis und Rhön-Grabfeld, bis 1973 Bad Neustadt an der Saale (ab 1972).

## Geschichte
Der Kreis ging am 25. Juli 1952 aus dem alten Landkreis Hildburghausen hervor. Der Kreiszuschnitt wurde damals nur wenig verändert, sodass der Kreis noch den fast identischen Zuschnitt hatte, den er bereits im 19. Jahrhundert in Sachsen-Meiningen erhalten hatte.
Politisch gehörte der Kreis bis 1990 zum DDR-Bezirk Suhl, ab 1990 zu Thüringen. Neben der Kreisstadt Hildburghausen lagen noch vier weitere Städte (Eisfeld, Themar, Ummerstadt und Heldburg) im Kreisgebiet.
Große Teile des Kreises lagen im Grenzgebiet zwischen den beiden deutschen Staaten. Deshalb wurden drei unmittelbar an der Grenze gelegene Dörfer zu DDR-Zeiten geräumt und abgetragen: Billmuthausen, Erlebach und Leitenhausen.
Der Kreis Hildburghausen war zu großen Teilen landwirtschaftlich geprägt. Er besaß für DDR-Verhältnisse nur wenig Industrien und war daher und auch auf Grund seiner Grenzlage ein Abwanderungsgebiet mit sinkender Einwohnerzahl.  Die Landschaft des Kreises war geprägt vom Werratal in der Mitte, dem Thüringer Wald im Norden und dem Grabfeld im Süden.
Am 17. Mai 1990 wurde der Kreis in Landkreis Hildburghausen umbenannt. Am Anfang des Jahres 1991 erhielt der Landkreis Hildburghausen das Kfz-Zeichen HBN. Am 1. Juli 1994 wurde er im Rahmen der Thüringer Kreisgebietsreform um einige Teile der Landkreise Suhl (Schleusingen und Umgebung) und Meiningen (Römhild und Umgebung) erweitert. Hildburghausen blieb der Kreissitz des heutigen Landkreises Hildburghausen.

## Gemeinden
Dem Kreis Hildburghausen gehörten 1952 die folgenden Gemeinden an:
| - Adelhausen - Albingshausen - Bad Colberg - Bedheim - Beinerstadt - Biberau - Birkenfeld - Bockstadt - Brattendorf - Brünn/Thür. - Bürden - Crock - Dingsleben - Ebenhards - Ehrenberg - Eicha - Einsiedel - Eisfeld, Stadt - Eishausen - Fehrenbach - Friedrichshöhe - Gellershausen - Gerhardtsgereuth | - Gießübel - Gleichamberg - Gleicherwiesen - Gompertshausen - Gottfriedsberg - Grimmelshausen - Goßmannsrod - Harras - Häselrieth - Heckengereuth - Heid - Heldburg, Stadt - Hellingen - Herbartswind - Heßberg - Heubach - Hildburghausen, Stadt - Hinterrod - Hirschendorf - Holzhausen - Käßlitz - Kloster Veßra - Langenbach | - Leimrieth - Lengfeld - Linden - Lindenau - Massenhausen - Masserberg - Merbelsrod - Neuhof - Oberrod - Pfersdorf - Poppenhausen - Poppenwind - Reurieth - Rieth - Roth - Saargrund - Sachsenbrunn - Schackendorf - Schirnrod - Schlechtsart - Schnett - Schönbrunn - Schwarzbach | - Schweickershausen - Seidingstadt - Siegritz - Simmershausen - St. Bernhard - Steinbach - Steinfeld - Stelzen - Stressenhausen - Streufdorf - Tachbach - Themar, Stadt - Ummerstadt, Stadt - Veilsdorf - Völkershausen - Waffenrod - Waldau - Wallrabs - Weitersroda - Weitesthal - Westhausen - Wiedersbach - Zeilfeld |

Am 1. Januar 1957 wechselten Gottfriedsberg und Heckengereuth aus dem Kreis Hildburghausen in den Kreis Suhl, gleichzeitig wechselten die Gemeinden Henfstädt und Wachenbrunn aus dem Kreis Meiningen in den Kreis Hildburghausen. Am 17. September 1961 wurden im Kreis die vier neuen Gemeinden Hetschbach, Oberwind, Poppenhausen und Stelzen gebildet.
Die folgenden Gemeinden wurden zwischen 1957 und 1990 in andere Gemeinden eingegliedert:
- Heid, am 1. Januar 1957 zu Eisfeld
- Gottfriedsberg, am 1. Januar 1957 zu Geisenhöhn
- Poppenhausen, am 1. Januar 1957 zu Käßlitz
- Heckengereuth, am 1. Januar 1957 zu Ratscher
- Stelzen, am 1. Januar 1957 zu Schirnrod
- Tachbach, am 1. Januar 1957 zu Themar
- Oberrod, am 1. Januar 1962 zu Waldau
- Häselrieth und Wallrabs, am 1. Januar 1969 zu Hildburghausen
- Hinterrod, am 23. April 1969 zu Waffenrod
- Adelhausen und Steinfeld, am 1. Juli 1973 zu Eishausen
- Seidingstadt, am 1. Juli 1973 zu Streufdorf
- Herbartswind, am 1. April 1974 zu Bockstadt
- Einsiedel, am 1. April 1974 zu Heubach
- Birkenfeld, am 1. April 1974 zu Hildburghausen
- Neuhof, am 1. April 1974 zu Kloster Veßra
- Siegritz, am 1. April 1974 zu Reurieth
- Albingshausen, am 1. April 1974 zu Rieth
- Weitesthal, am 1. April 1974 zu Sachsenbrunn
- Schackendorf, am 1. April 1974 zu Veilsdorf

## Kfz-Kennzeichen
Den Kraftfahrzeugen (mit Ausnahme der Motorräder) und Anhängern wurden von etwa 1974 bis Ende 1990 dreibuchstabige Unterscheidungszeichen, die mit den Buchstabenpaaren OD, OE und OF begannen, zugewiesen. Die letzte für Motorräder genutzte Kennzeichenserie war ON 50-01 bis ON 75-00.
Anfang 1991 erhielt der Landkreis das Unterscheidungszeichen HBN.